# Geoffrey Lloyd
Geoffrey Ernest Richard Lloyd (Swansea, 25 januari 1933) is een Britse wetenschapshistoricus en hoogleraar aan de Universiteit van Cambridge, gespecialiseerd in Antieke wetenschap en filosofie.
Lloyd studeerde aan het King's College in Cambridge rond 1950, en promoveerde in 1966 bij Geoffrey Kirk met een proefschrift over argumentatieleer in de vroeg-Griekse filosofie. In 1954-55 bracht hij een jaar door in Griekenland, waar hij Nieuwgrieks leerde, en tevens bouzouki leerde spelen. In 1958 moest hij in dienst en werd gestationeerd op Cyprus. Vanaf 1960 kwam hij in dienst bij de Universiteit van Cambridge waar hij hoogleraar werd. Vanaf 1989 was hij hier verbonden aan het Darwin College in Cambridge.. Na in 1987 lezingen gegeven te hebben in China, legde hij zich toe op het klassiek Chinees. Dat stelde hem in staat vergelijkingen te maken tussen de Griekse en Chinese wetenschapsontwikkeling.
In 1987 ontving hij de George Sarton Medaille voor z'n verdiensten op het gebied van de wetenschapsgeschiedenis.

## Publicaties
- 1966. Polarity and Analogy: Two Types of Argumentation in Early Greek Thought. Cambridge University Press
- 1968. Aristotle: The Growth and Structure of his Thought. Cambridge University Press
- 1970. Early Greek Science: Thales to Aristotle. New York: W.W. Norton & Co.
- 1973. Greek Science after Aristotle. New York: W.W. Norton & Co., 1973.
- 1978. Aristotle on Mind and the Senses. Cambridge University Press
- 1978. Hippocratic Writings. Met J. Chadwick. Penguin Books.
- 1979. Magic, Reason and Experience: Studies in the Origin and Development of Greek Science. Cambridge University Press
- 1983. Science, Folklore and Ideology. Cambridge University Press.
- 1987. The Revolutions of Wisdom: Studies in the Claims and Practice of Ancient Greek Science. Berkeley: University of California Press.
- 1990. Demystifying Mentalities. Cambridge University Press.
- 1991. Methods and Problems in Greek Science. Cambridge University Press.
- 1996. Adversaries and Authorities: Investigations into ancient Greek and Chinese Science. Cambridge University Press.
- 1996. Aristotelian Explorations. Cambridge. Cambridge University Press.
- 2002. The Ambitions of Curiosity: Understanding the World in Ancient Greece and China. Cambridge University Press.
- 2002. The Way and the Word: Science and Medicine in Early China and Greece. Met Nathan Sivin. New Haven: Yale University Press.
- 2003. In the Grip of Disease: Studies in the Greek Imagination. New York: Oxford University Press.
- 2004. Ancient Worlds, Modern Reflections: Philosophical Perspectives on Greek and Chinese Science and Culture. New York: Oxford University Press.
- 2005. The Delusions of Invulnerability: Wisdom and Morality in Ancient Greece, China and Today. London: Duckworth.
- 2006. Principles And Practices in Ancient Greek And Chinese Science. Aldershot: Ashgate.
- 2007. Cognitive Variations: Reflections on the Unity and Diversity of the Human Mind. New York: Oxford University Press.